# Glossaire du bando et des arts martiaux birmans
Les arts martiaux birmans sont surnommés Thaing (thaing est un terme générique datant du IIIe siècle, qui signifie self-défense et désigne également toutes les pratiques martiales issues de Birmanie).

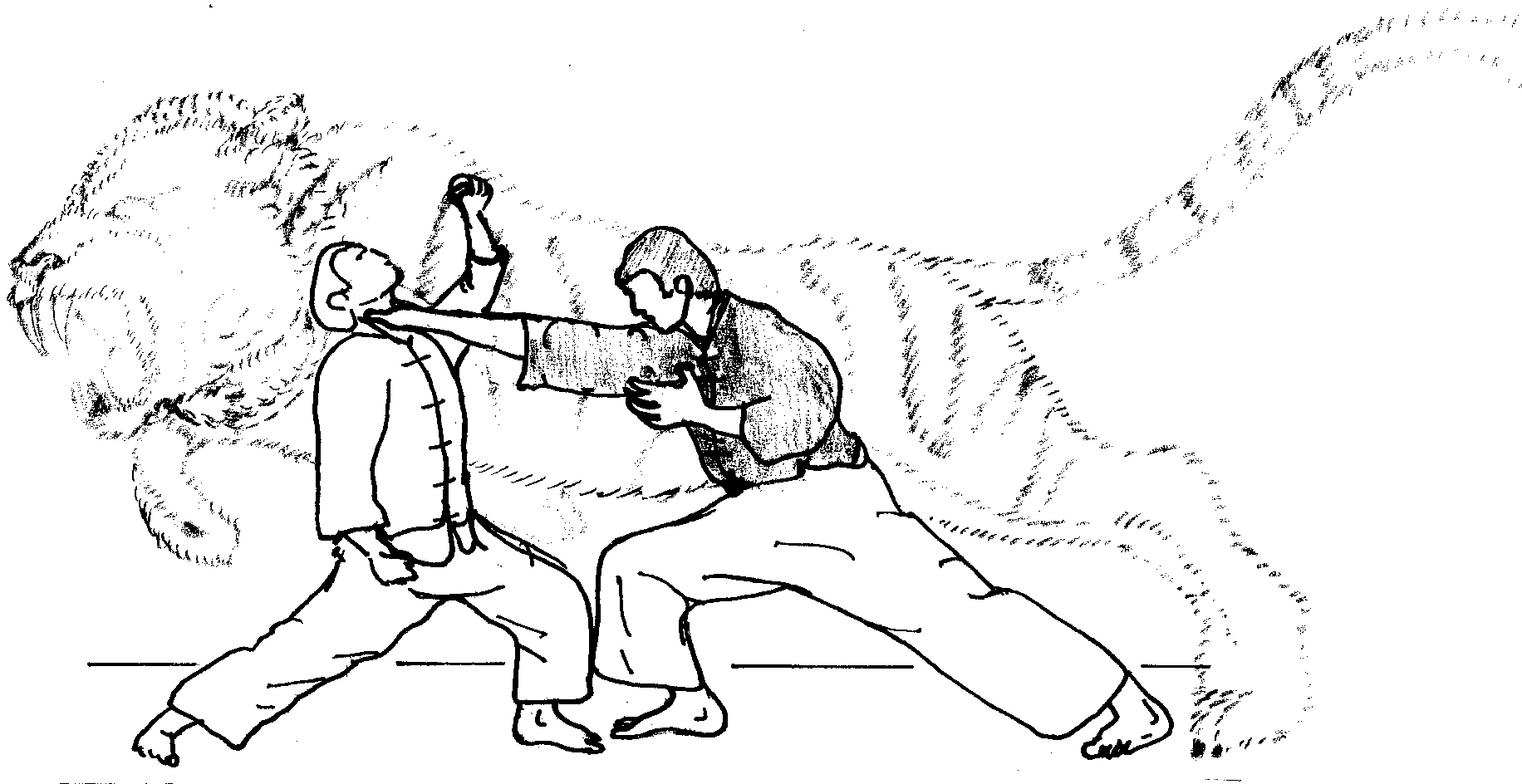
Contrôle de l'opposant de type "forme du tigre"

- Haut – A
- B
- C
- D
- E
- F
- G
- H
- I
- J
- K
- L
- M
- N
- O
- P
- Q
- R
- S
- T
- U
- V
- W
- X
- Y
- Z

## A
- Ahimsa : (Sanskrit) Il désigne, dans le Thaing,  le concept de non-violence d’origine indienne développé notam-ment dans le Système des Moines (Pongyi-thaing) de l’Hanthawaddy-thaing.

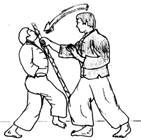
Défense avec bâton long (de type « système du moine »)

- Aka birman : (Birm.) Désigne des séquences techniques réalisées dans le vide, dont le déroulement reproduit un schéma de combat contre un ou plusieurs adversaires (appelé également « combat imaginaire »), en anglais « form »  ou « patern » (ex. : le Pongyi-aka ou « forme du moine mains nues », le Pongyi-dhot ou forme du moine avec bâton long).

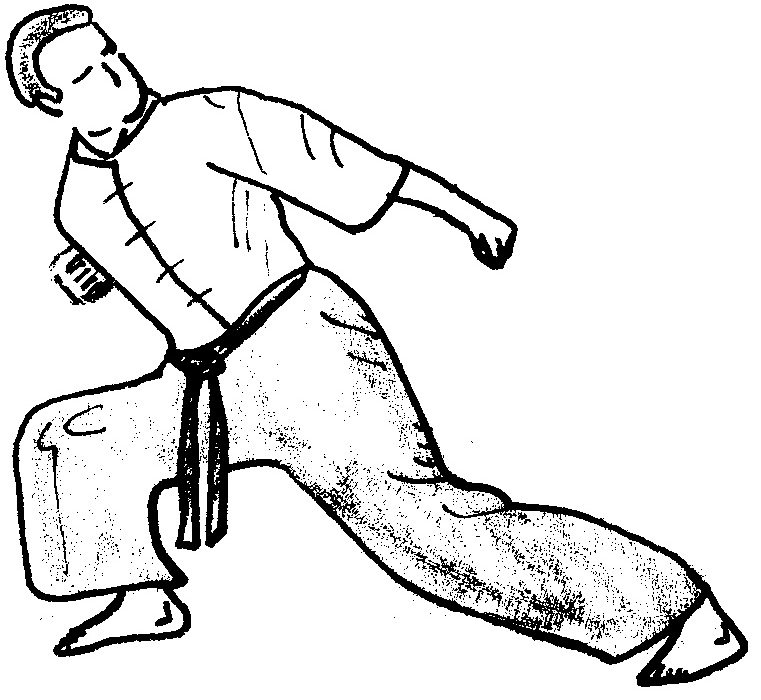
Forme technique ancestrale : ici une technique de déviation dans le "aka du point"

- Akha : (Birm.) Ethnie des montagnes de la Birmanie du Nord, également présente en Thaïlande.

- Arakanais : (Birm.) Peuple de l’ouest du pays, d’origine tibéto-birmane.

## B
- Bague birmane : anneau porté à l’index droit par l’enseignant du système Thaing, un an après le professorat. Ancestralement, il était porté par les princes de Birmanie.

- Bamar : birman(e). Population venue de l'est du Tibet au XIe siècle.

- Bando : système de self-défense à mains nues basé sur l'utilisation du comportement animal (voir Arts martiaux birmans).

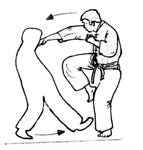
Coup de poing plongeant de type "cobra"

- Bandogyi : (Fr.) Néologisme utilisé en France depuis les années 1980, pour désigner la tenue d’entraînement pour la pratique du Thaing* dont la couleur varie suivant les styles. Elle se compose d’un pantalon large (longyi*), et d’une veste fermée par des brandebourgs. Celle-ci doit être large, s’arrêter aux hanches et recouvrir une partie des avant-bras, le col est de type « Mao ». Sur le pantalon, est portée une ceinture, solide pour permettre de bonnes saisies, dont la couleur indique le grade du bandoïste et nouée par un nœud plat. Elle est noire pour les titulaires d’un degré fédéral. Par contre, les experts portent un sash*, écharpe en tissu léger, noué sur le côté. On pratique en chaussons d’arts martiaux le plus souvent et pieds nus pour certaines disciplines de compétition.

- Bandoïste : (Fr.) : pratiquant d'arts martiaux birmans.

- Bando-kickboxing : (États-Unis) Appellation de la pratique du lethwei aux États-Unis au début des années 1960.

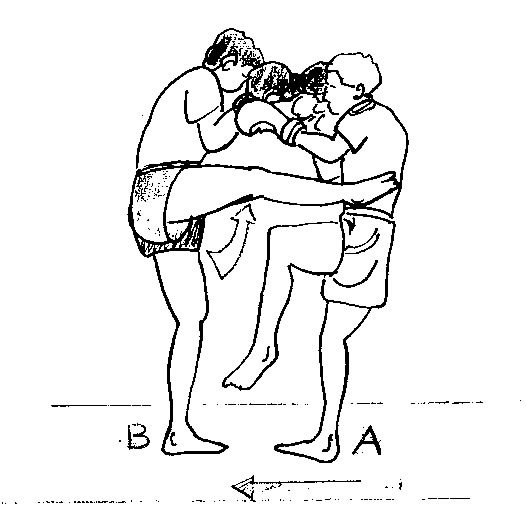
Technique de coup de pied dit « en bâton » en Lethwei moderne

- Bando-yoga : (États-Unis) Pratiques diverses de yoga dans le Thaing. Elles ont pour but le développement corporel, l’entretien physique et les soins du corps. On y trouve le Letha yoga, pratique avec partenaire, axée sur le travail des articulations, sorte de chiropractie, puis le Dhanda yoga habituellement avec bâton, ou art de soulager le corps et le mental par des postures et des applications respiratoires, le Longi yoga, pratique corporelle avec comme médiateur des vêtements.

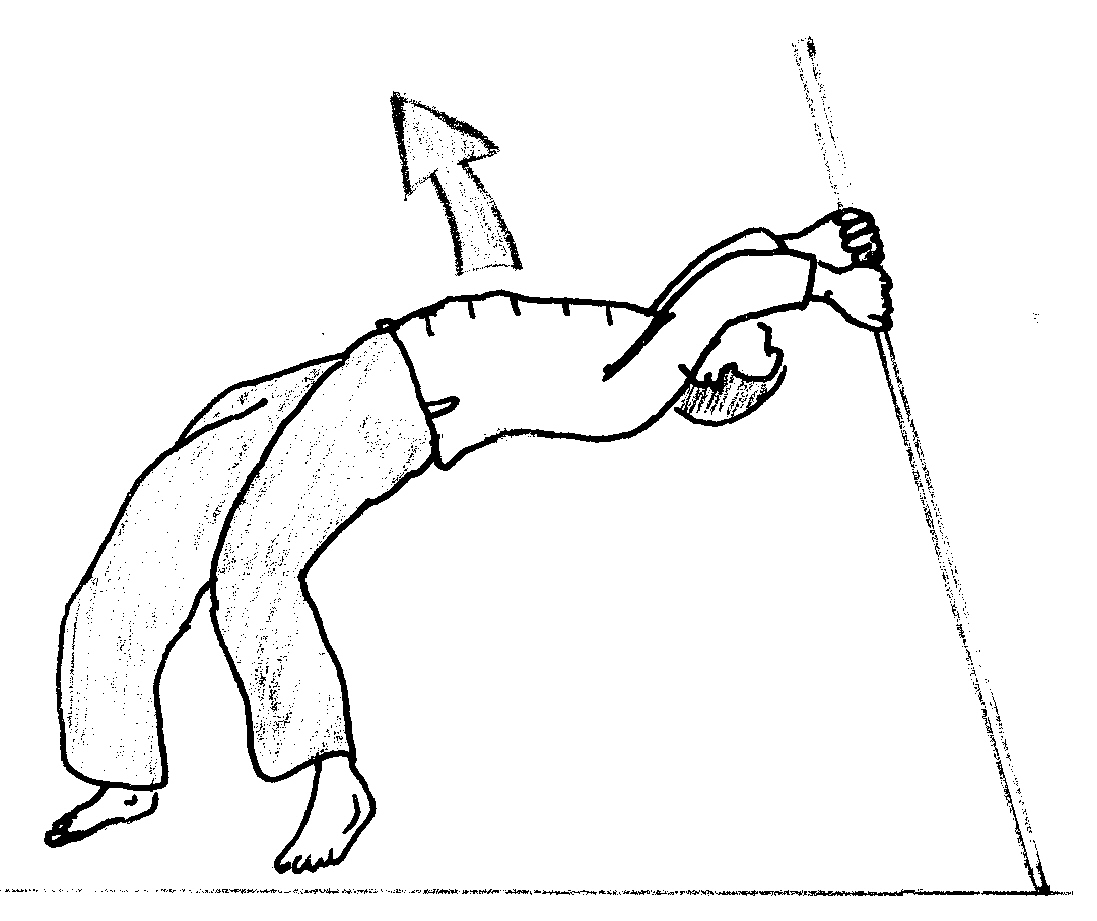
un « stretch » de Dhanda-yoga

- Banshay : (Birm.) Travail des armes dans le Thaing.

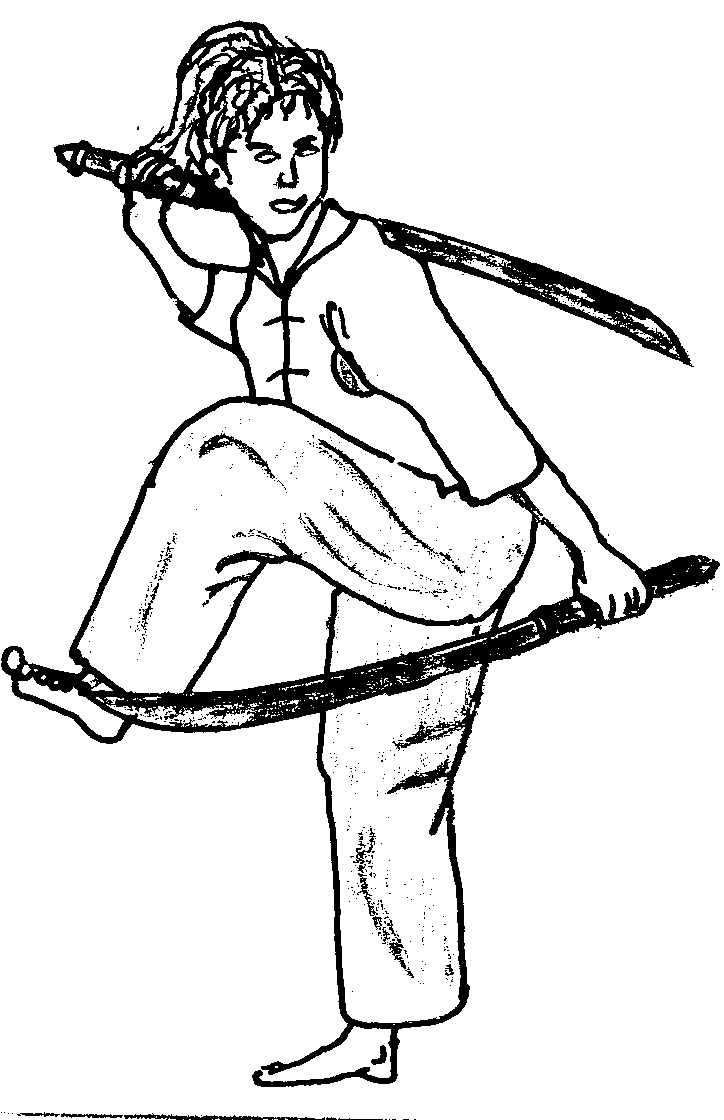
Travail dit en « double dha »

## C
- Cardio-lethwei : (États-Unis) Forme de pratique moderne, axée sur la condition physique et cardio-respiratoire, consistant à exécuter des techniques chorégraphiées de Lethwei en musique et sur un tempo déterminé.

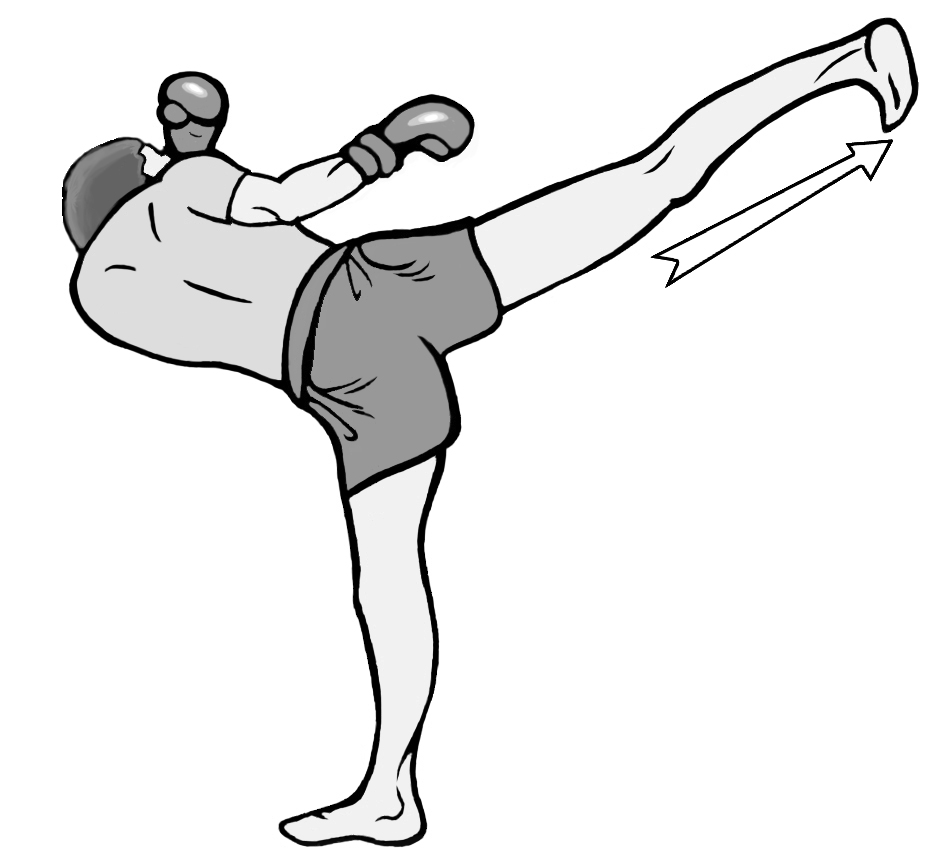
Coup de pied latéral

## D
- Daw : (Birm.) Formule respectueuse pour s’adresser à une femme adulte.

- Dha : (Birm.) Terme désignant deux choses, d’abord les sabres birmans (da kaou che), puis le travail d’une manière générale avec les armes blanches dans le Thaing (sabre, dague). Suivant les origines ethniques, on trouve différents types de sabre (le dha des Akhas porté dans le dos, le dha des Kachins porté à la ceinture, large à son extrémité et terminé en forme de V, le dha des princes de Birmanie, dont la lame et le manche sont ornementés, etc.).

- Dho : (Birm.) ou « dhoe ». Travail à mains nues dans le Thaing.

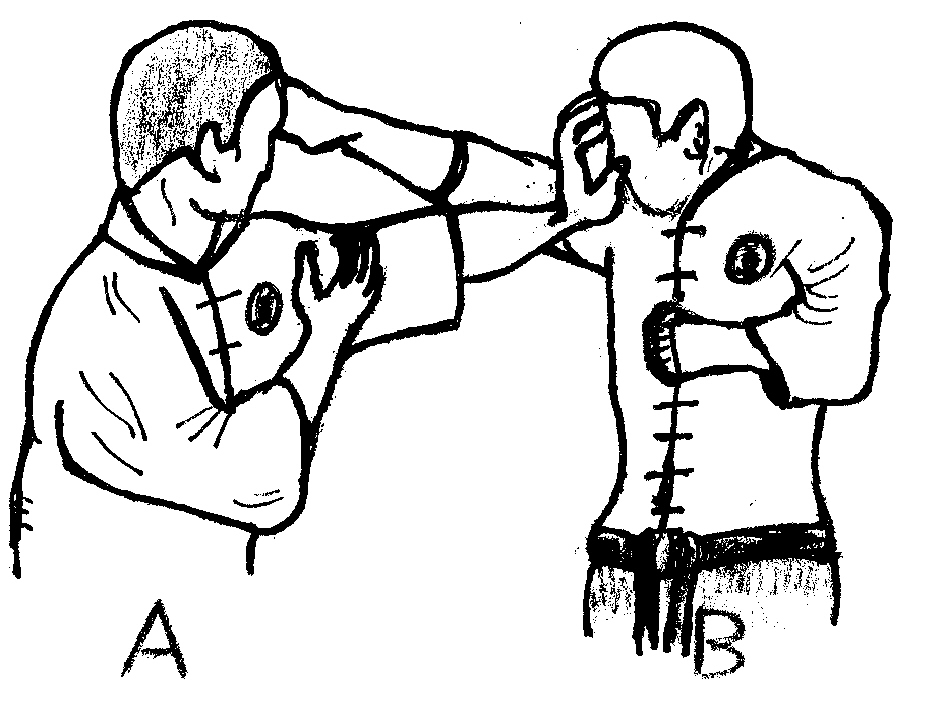
Percussion directe de type "tigre" avec le talon de la main

- Dhot : (Birm.) Dans le Thaing, travail avec les bâtons (toud’che), les lances (tlantu che), la canne et les fléaux.

- Djidji : (Birm.) Moine guerrier.

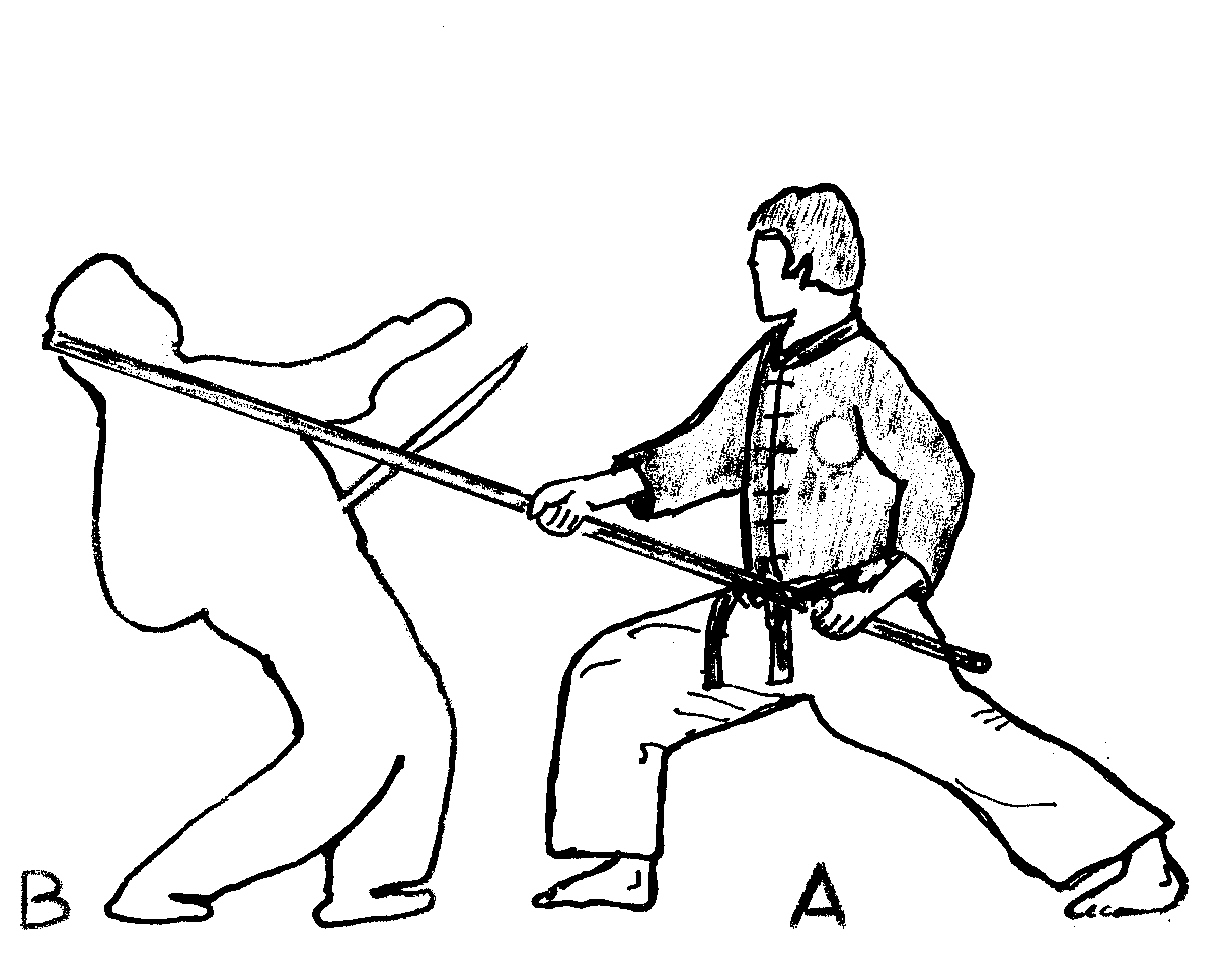
Défense avec un bâton long contre attaque avec sabre

- D’tao : (Birm.) Signifie « coude » en birman et « d’tao hni », technique de coude.

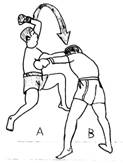
Coup de coude en Lethwei moderne

- Du ne : Signifie « genou » en birman.

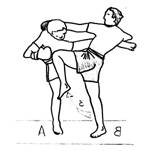
Coup de genou en Lethwei moderne

## E
- Eingyi : (Birm.) Chemise en soie portée sur le longyi.

## F
- Formes externes (Fr.) : Pratique axée sur les techniques martiales dites "dures" dans le Thaing.

- Formes internes (Fr.) : Pratique axée sur les techniques dites "molles", les formes énergétiques et de développement personnel (travail mental).

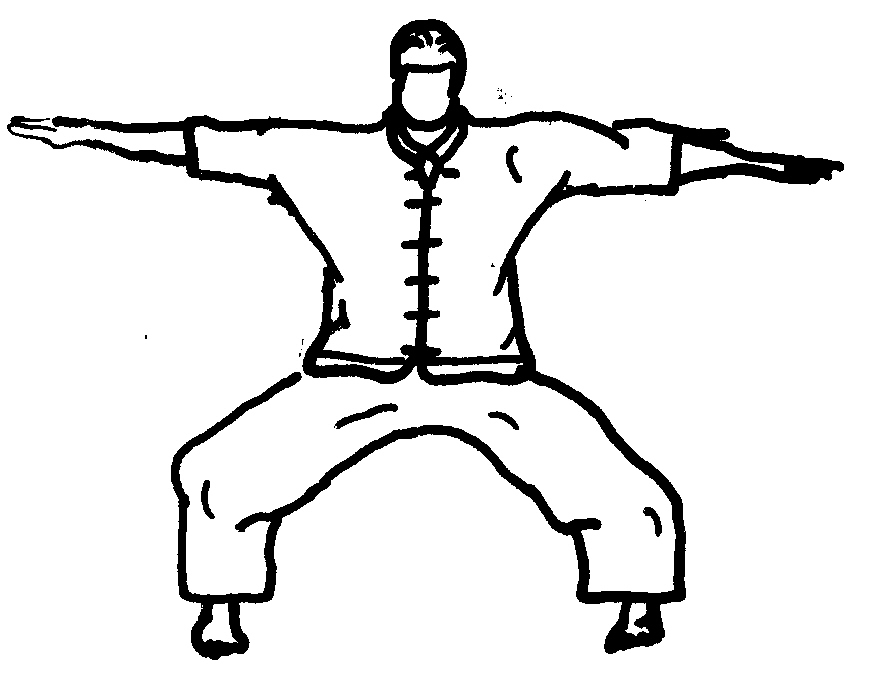
Min-zin : ici, travail sur la respiration et l’énergie en position du « H »

## G
- Maung Gyi : (Birm.) [1923-...]. Grand expert de Thaing exilé aux États-Unis à la fin des années 1950. Il a adapté le Thaing à la mentalité occidentale. C’est le fils de Ba Than (Gyi). Il est reconnu comme un des experts majeurs du XXe siècle.

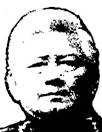
Maung Gyi dans les années 1990

- Ba Than (Gyi) : (Birm.) [1883-1968]. Expert de Thaing et Directeur des Sports au Ministère de l’Éducation dans les années 1940. Après la seconde guerre mondiale, il entreprit avec un groupe d’experts la rénovation et l’écriture des arts martiaux birmans. Il modernisa la pratique des différents styles de Thaing en fondant le Hanthawaddy thaing. Son décès a interrompu son œuvre. Son fils Maung Gyi a adapté le Thaing a la mentalité  occidentale dès 1969.

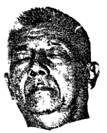
Ba Than dans les années 1960

## H
- Hanthawaddy : (Birm.) Région du sud de la Birmanie. La compilation des arts martiaux birmans effectuée par Ba Than [Gyi] des années 1940 aux années 1960, s’appelle Hanthawaddy thaing. C’est la version du Thaing qu’enseigne son fils, Maung Gyi expatrié aux États-Unis depuis 1959.

- Hanthawaddy-thaing : (Birm.) Ensemble de pratiques martiales modernisées au milieu du XXe siècle par neuf experts de Thaing, dont le chef de file fut Ba Than [Gyi].

## K
- Kato bue : (Birm.) Cérémonie d’ouverture lors des tournois de boxe birmane (lethwei).

- Kachins : (Birm.) Ethnie des hautes vallées humides de l’extrême Nord (Pays shan).

- Karens : (Birm.) Ethnie de basse Birmanie, originaire d’Asie mineure et du désert de Gobie.

- Kohne : (Birm.) Signifie « tête » en birman.

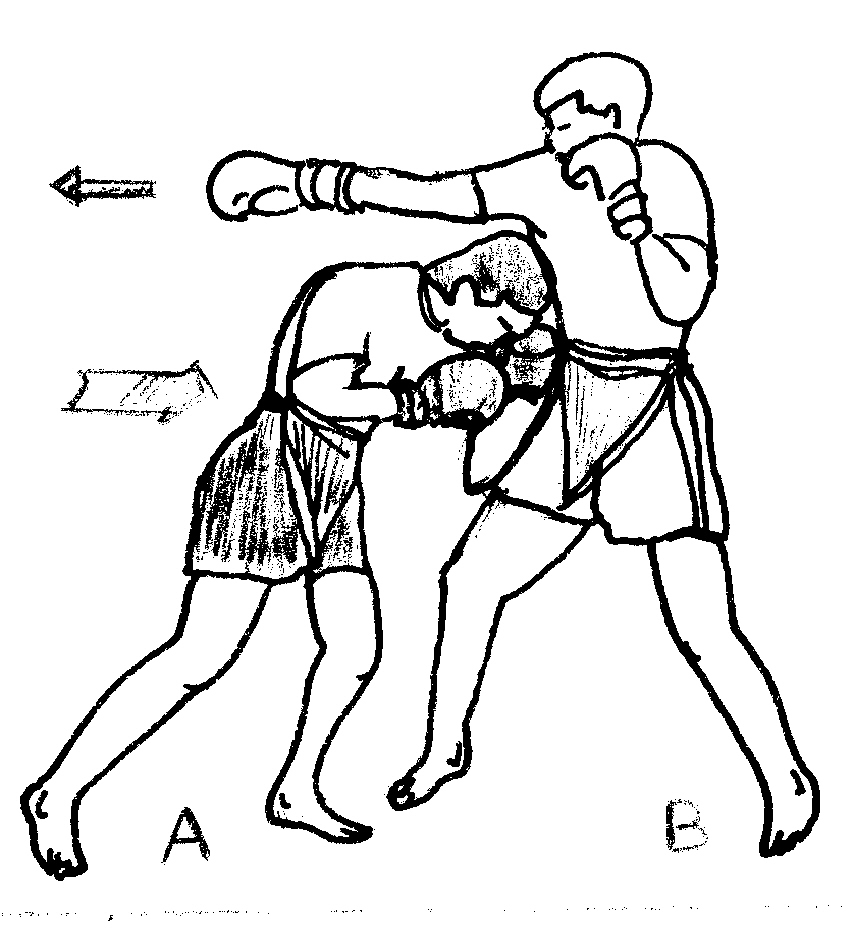
Coup de tête en Lethwei moderne

- Kyaung (Birm.) Se prononce « tchone ». École birmane d’art martial ou monastère.

## L
- Lai gin : musique traditionnelle jouée lors du Lethwei yei par un orchestre appelé Saing waing.

- Latt : (Birm.) Signifie « poing » en birman et « latt di », coup de poing.

- Lethwei : (Birm.) Boxe birmane traditionnelle (Myanma yuya louvi) se pratique dans une enceinte, les mains bandées et dirigée par deux arbitres. Ancestralement, toute forme de percussion est autorisée sur l’ensemble du corps adverse ainsi que les projections.

- Lethwei yei : (Birm.) Danse guerrière exécutée en début de combat appelée également louvi yi pya., pour démontrer habileté et courage. À la fin de la danse, les bras croisés le boxeur se frappe chacune de ses épaules avec la main opposée, de façon à annoncer qu’il est prêt à combattre. Une danse de victoire est également exécutée après la décision des juges.

- Let khamaungnkhat : (Birm.) Présentation des armes utilisées durant le combat de lethwei, par le boxeur lui-même. Il percute sa main ouverte avec son arme opposée ; la présentation s’effectue de haut en bas, d’abord avec les poings et les coudes, puis les genoux et enfin les pieds.

- Longyi : (Birm.) Terme générique qui signifie différentes pièces vestimentaires birmanes. En premier lieu, c’est une longue pièce de tissu, sorte de pagne non cousu proche d’un pantalon large, noué en triangle autour de la taille. Il désigne également le carré de tissu plié en deux et noué autour de la taille. Ce dernier est porté par les boxeurs sur le short. Ce morceau d’étoffe est très utile car il fait office de serviette, de ceinture, voire de couvre-chef lors des fortes chaleurs. Généralement en tissu de type écossais à l’image de certains vêtements ethniques birmans, thaïs ou tibétains. En compétition, les boxeurs portent un longyi de la couleur de leur coin, c’est-à-dire rouge ou bleu.

- Louvi lala pue : (Birm.) En Birmanie, championnat de boxe birmane réservé aux boxeurs de deuxième et première classe.

## M
- Min-zin : (Birm.) Pratique axée sur les formes internes et énergétiques dans le Thaing.

- Mogok : moine.

- Môns : (Birm.) Branche distincte des peuples môn-kmers, venus probablement de Chine. Ils fondèrent au XIVe siècle le royaume de Bago. Ils ont été les cofondateurs de la culture du Myanmar.

- Myanmar : (Birm.) Ancien nom de la Birmanie, aujourd’hui « Union de Myanmar ». Littéralement « Myan Mar » signifie « pays merveilleux ».

## N
- Naban : (Birm.) Lutte traditionnelle (nagan lo) au corps à corps.

- Nenda : (Birm.) Signifie « jambe » en birman.

## P
- Patti : (Birm.) Bandage des mains propre à la boxe birmane (Lethwei).

- Piszi : (Birm.) Inscriptions de victoires sous forme de tatouages, remarquables le plus souvent sur les membres inférieurs des boxeurs ou sur le torse.

- Pongyi : (Birm.) bonze.

- Pongyi-thaing : (Birm.): système de self-défense des moines qui date du IIIe siècle ap. J.-C.

- Pyûs : (Birm.) Peuple aujourd’hui disparu. Il s’installa au IIIe siècle av. J.-C. dans la vallée de l‘Irrawaddy.

## S
- Saing waing (Birm.) Orchestre, présent notamment pour accompagner les combats de Lethwei.

- Sash : (Birm.) Echarpe de cérémonie portée par les enseignants de Thaing. Des techniques de self-défense sont développées autour de cette partie vestimentaire.

- Saya : (Birm.) Professeur. Les enseignants de Bando ne sont pas appelés « Maître » comme dans d’autres disciplines, mais « Professeur ». Cela, en respect à la devise du Bando qui dit : « Le Bando est un système à la recherche de la vérité… » et signifie que personne ne peut prétendre posséder la stricte vérité dans les arts martiaux (Devise proposée par le National Bando Association de Birmanie en 1946).

- Sengho pue : (Birm.) En Birmanie, petit tournoi de lethwei ou challenge sportif, organisé les villages birmans, mettant en scène des boxeurs amateurs.

- Shans : (Birm.) Peuple du Nord-est, venue du Yunnan (sud-ouest de la Chine) où vivent encore des peuplades thaïes. C’est le deuxième groupe ethnique de Birmanie. Ils fondèrent au XIVe siècle, dans la vallée de l’Irrawaddy, le Royaume d’Ava.

## T
- Thaing : (Birm.) Signifie avant tout l’art de la self-défense et d’une manière générique, il désigne l’ensemble des pratiques martiales birmanes (pratiques armées et non armées). Entre le IIIe et le IXe siècle, il signifie « autodiscipline », « autodéveloppement » et « autoréalisation ». Au XIIe siècle, il signifie « self-défense » et « autoprotection ». Au XXe siècle, on lui accorde la notion de « système de self-défense ». Le « th » de « thaing » est prononcé avec la langue entre les dents, comme le « th » de l’anglais « thing ». Le « aing » est prononcé comme le « ein » allemand.

## U
- U : (Birm.) Formule de politesse employée à l’adresse des hommes d’âge mur ou d’un rang élevé, chez les Birmans. Pour les femmes on utilise le terme « Daw ».

## Z
- Zin : (Birm.) Signifie « forme » (ou pattern en anglais).

## Sources
- Ba Than (Gyi), Manual of the Bando discipline, National Bando Association, Burma, 1946-68
- Maung Gyi, Bando, philosophy, principles et practice, IST edition, 2000
- Maung Gyi, Burmese bando boxing, Ed. R.Maxwell, Baltimore, 1978
- Don F.Draeger and Robert W.Smith, Comprehensive Asian Fighting arts, E. Kodansha, Tokyo, 1969
- Zoran Rebac, Traditional burmese boxing, Ed. Paladin Press, Boulder, 2003